# Israel Kahn
Israel Kahn Gómez (Lima, 1 de diciembre de 1988) es un futbolista peruano. Juega de centrocampista y su equipo actual es Virgen de Guadalupe de la Copa Perú. Tiene 36 años.

## Trayectoria
Se formó en las divisiones del Cantolao. Sus buenas actuaciones en la cantera de los delfines hicieron que equipos de Europa lo tentaran. Así fue como viajó en mayo del 2006 para pasar pruebas en el FC Brussels de Bélgica y el Hertha BSC de Alemania. En 2007 estuvo entrenando en la reserva del Hertha BSC alemán y  posteriormente en la reserva del club VFL Bochum y el Werder Bremen del mismo país.
En 2008 regreso a Perú y fue adquirido por Juan Aurich a inicios de la temporada 2011. Sin embargo, dado que no contaba con mayores oportunidades en el plantel principal, el equipo chiclayano lo cedió a préstamo al Alianza Atlético de Sullana durante la primera mitad del 2011. No obstante, terminó quedándose en el equipo sullanense hasta el final de la temporada 2011 cuando descendió a la Segunda División del Perú. A inicios del 2012, regresó al Aurich tras el periodo de cesión en el club sullanense, perdió el titularato en el 2013 después de una exitosa temporada alcanzando ser el segundo goleador del equipo con 10 tantos hasta siendo figura del equipo en un partido de la Libertadores ante Internacional.
En noviembre del 2013 el Juan Aurich informó de su separación del club por motivos de indisciplina reiterada.
En el 2014 el Club Universidad Cesar Vallejo lo expulsa por indisciplina.
En el 2015 Alianza Atlético también lo separa por motivos indisciplinarios. En el 2015 sale subcampeón de la Segunda División Peruana.
En el 2016 firma por el recién ascendido club Defensor La Bocana.

, luego tuvo un paso por Ayacucho F.C. y Deportivo Coopsol este último sería su trampolín para que en el 2019 firmara por Real Garcilaso conforme se ve en su página de Facebook sin embargo tras problemas quedó libre, regresando al Deportivo Coopsol ese mismo año.
En el 2022 desciende con el Carlos Stein, al quedar último puesto en la tabla acumulada.

## Clubes
| Club                       | País     | Año         |
| -------------------------- | -------- | ----------- |
| Hertha BSC U19             | Alemania | 2007        |
| VfL Bochum                 | Alemania | 2007        |
| Unión Huaral               | Perú     | 2007        |
| UTC                        | Perú     | 2008        |
| Unión Huaral               | Perú     | 2009        |
| Juventud La Rural          | Perú     | 2009        |
| Alianza Atlético           | Perú     | 2010-2011   |
| Juan Aurich                | Perú     | 2012 - 2013 |
| Alianza Lima               | Perú     | 2014        |
| Universidad César Vallejo  | Perú     | 2014        |
| Alianza Atlético           | Perú     | 2015        |
| Los Caimanes               | Perú     | 2015        |
| Defensor La Bocana         | Perú     | 2016        |
| Ayacucho F. C.             | Perú     | 2017        |
| Deportivo Coopsol          | Perú     | 2018        |
| Real Garcilaso (no debutó) | Perú     | 2019        |
| Deportivo Coopsol          | Perú     | 2019-2020   |
| Sport Chavelines           | Perú     | 2021        |
| Carlos Stein               | Perú     | 2022        |
| Deportivo Coopsol          | Perú     | 2023        |
| Carlos Stein               | Perú     | 2022        |
| Virgen de Guadalupe        | Perú     | 2025 -      |

## Palmarés

### Campeonatos nacionales
| Título          | Club         | País | Año  |
| --------------- | ------------ | ---- | ---- |
| Torneo del Inca | Alianza Lima | Perú | 2014 |

### Distinciones individuales
| Distinción                                                                      | Año  |
| ------------------------------------------------------------------------------- | ---- |
| Máximo asistidor de la Liga 2                                                   | 2019 |
| Equipo ideal de la Copa Bicentenario según el portal periodístico Dechalaca.com | 2019 |
| Preseleccionado como volante en el mejor once de la Liga 2 según la SAFAP       | 2020 |